# Maracandus macei
Maracandus macei – gatunek kosarza z podrzędu Laniatores i rodziny Assamiidae.

## Występowanie
Gatunek został wykazany z Bangladeszu.